# 齐江
齐江（1946年11月—），女，中华人民共和国外交官，曾任中华人民共和国驻福冈总领事和中华人民共和国驻札幌总领事。

## 生平
1973年，进入中华人民共和国旅游事业管理局工作。1979年，调入外交部工作，先后在驻大阪总领事馆、驻日本大使馆、外交部领事司任职。1994年，任驻日本大使馆参赞。1998年，任外交部领事司参赞。2001年，出任中华人民共和国驻福冈总领事。2004年，回任外交部领事司参赞。2005年6月，出任中华人民共和国驻札幌总领事。2007年7月，自驻札幌总领事离任。

## 家庭
已婚，有一子。